# Дашт (река)
Дашт (в среднем течении — Кеч, в верхнем течении — Гудри, Кил) — река на юго-западе Пакистана, течёт в южной части территории провинции Белуджистан.
Длина реки составляет около 430 км.
Дашт начинается в горах Мекран у южных склонов Центрального Мекранского хребта. Большая часть течения реки проходит по холмистой равнине. Устье находится на северном заболоченном побережье залива Геватер (Гватар) в Аравийском море.
Режим — муссонный, половодье приходится на летний сезон.